# Tel Keppe
Tel Keppe je asyrské město v severním Iráku. V syrštině jeho jméno znamená „kopec kamení“. Město leží v Guvernorátu Ninive 9 kilometrů severovýchodně od Mosulu. Město je historickým rolnickým sídlem složeným z hustě obydleného centra, obklopeného zemědělskou zemí. Všichni asyrští obyvatelé uprchli do iráckého Kurdistánu a dalších částí Iráku jako je Bagdád, poté co město v srpnu 2014 obsadil Islámský stát. Irácké ozbrojené síly obnovily kontrolu nad městem 19. ledna 2017. Město je historickým centrem Chaldejské katolické komunity v Iráku.